# Schloss Friedrichsberg

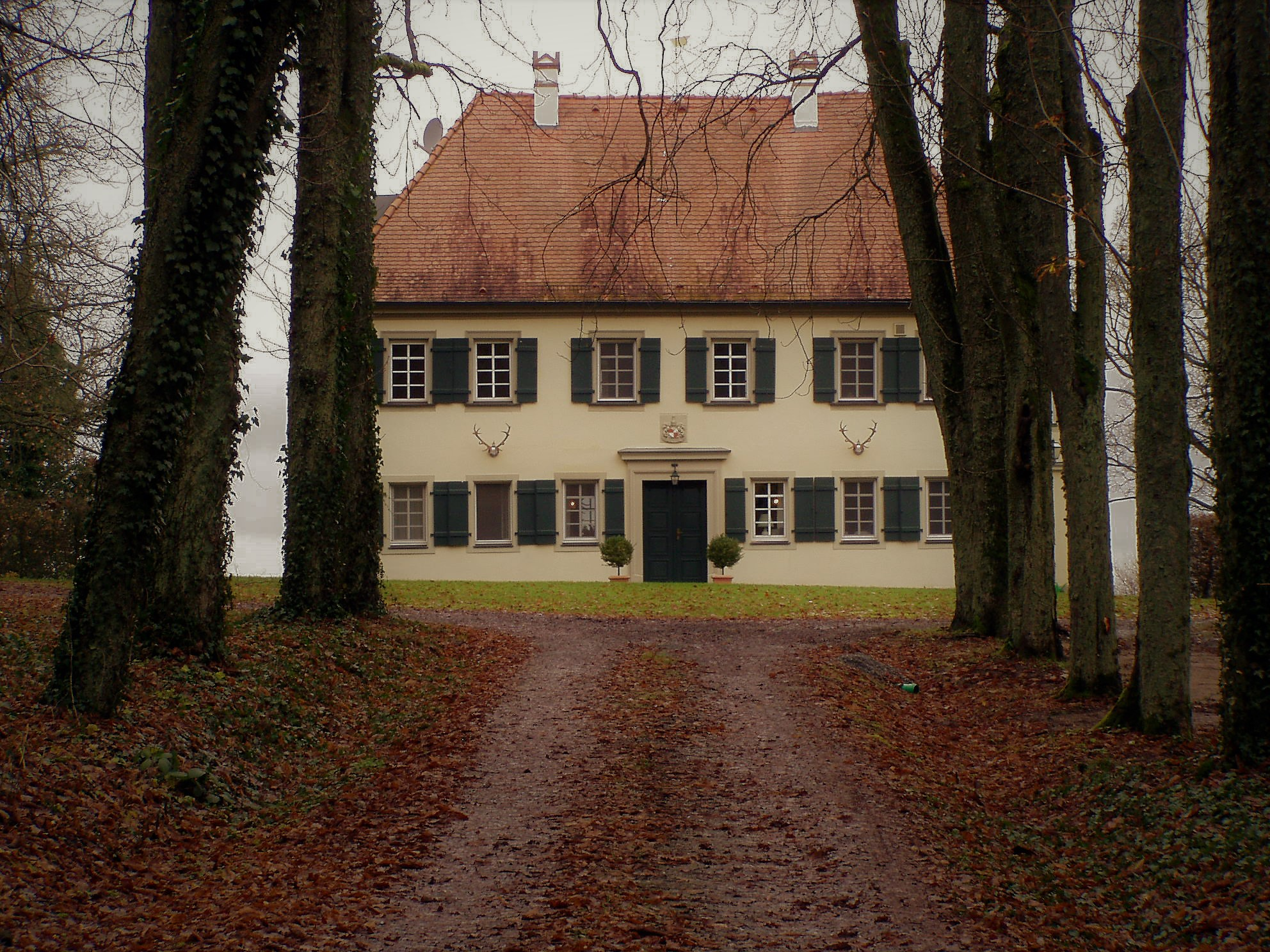
Jagd- und Sommerschloss der Grafen von Castell-Rüdenhausen auf dem Friedrichsberg/Steigerwald bei Abtswind

Das Schloss Friedrichsberg ist ein ehemaliges Jagdschloss auf der Gemarkung des Marktes Abtswind im unterfränkischen Landkreis Kitzingen. Es wurde auf 463 Metern Höhe auf dem Rücken des Friedrichsbergs im Steigerwald errichtet.

## Geschichte
Ursprünglich hieß der Wald um das Schloss „Am Mönchsberg“ und war lange Zeit Eigentum des Zisterzienserklosters Ebrach im Steigerwald. Graf Johann Friedrich tauschte den Bauplatz gegen mehrere Weinberge und einige Baumfelder ein.
Das Schloss wurde im 18. Jahrhundert nahe der Ortschaft Abtswind auf einer Anhöhe der Steigerwald-Steilstufe erbaut, Bauherr war der Graf Johann Friedrich zu Castell-Rüdenhausen, die Steigerwald-Anhöhe trägt seitdem den Namen Friedrichsberg. Das Gebäude wurde im Jahr 1735 im Stile des Barock errichtet. Nach dem Aussterben der alten Linie Rüdenhausen erhielt die neue Linie Castell-Rüdenhausen das Schloss. Es wird von der Familie zeitweise noch bewohnt. Um das Schloss herum entstanden im 20. Jahrhundert weitere Gebäude, unter anderem ein Forsthaus und ein ehemaliges Ausflugslokal, das nicht mehr genützt wird, sowie eine Aussichtsplattform.
Das Schloss wird vom Bayerischen Landesamt für Denkmalpflege als Baudenkmal geführt.

## Beschreibung
Es handelt sich um ein einfaches zweigeschossiges Gebäude, das  als Rechteckbau angelegt wurde, mit sechs Fensterachsen auf seiner Längsseite. Die Fenster haben  Klappläden, die Gewände sind schlicht gehalten. Zentral befindet sich ein Rechteckportal mit Balkenüberdachung. Eine Steintafel enthält das gräflich-castellische Wappen mit der Inschrift „ANO IFGVHZC“ (Iohann Friedrich Graf und Herr zu Castell) und die Jahreszahl 1735.